# Alexander Faltsetas
Alexander Daniel Faltsetas (Gotemburgo, 4 de julio de 1987) es un sueco futbolista que juega para Utsiktens BK como centrocampista.

## Carrera
Faltsetas comenzó jugando de niño en el club Gotemburgo Västra Frölunda y permaneció con ellos hasta 2009, cuando firmó con el equipo de Superettan FC Trollhättan después de una prueba.
Inicialmente comenzó como centrocampista ofensivo en Trollhättan, pero gradualmente se movió hacia una posición más defensiva, donde tuvo suficiente éxito para que el club de Allsvenskan IFK Göteborg lo fichara el año siguiente. Allí jugó 19 partidos en su primera temporada, pero vio su tiempo de juego reducido a una sola aparición como sustituto en su segundo año. Debido a la falta de tiempo de juego, fue cedido a IK Brage en Superettan. Brage quiso retenerlo después de la temporada, pero en su lugar decidió firmar con Gefle IF.
Su contrato con Gefle terminó después de la temporada 2013 y cuando el entrenador Per Olsson se trasladó a Djurgårdens IF a principios de 2014, llevó a su "jugador favorito" Faltsetas con él al nuevo club con un contrato de tres años.

## Vida personal
Faltsetas tiene un padre griego. Su club de fútbol griego favorito es PAOK de la ciudad natal de su padre, Salónica.